# Lucian Piane
Lucian Piane est un compositeur et producteur de musique américain né à Kansas City (Missouri). Il est aussi connu sur Internet sous le pseudonyme de RevoLucian.

## Biographie
En 2009, il compose une chanson parodique intitulée Bale Out, inspirée de l'incident impliquant l'acteur britannique Christian Bale sur le tournage de Terminator Renaissance. Le morceau connait un important succès en ligne.
Piane est notamment connu pour avoir produit et écrit pour RuPaul,. Il participe à plusieurs reprises à l'émission RuPaul's Drag Race en tant que membre du jury,.

## Vie privée
Lucian Piane est ouvertement homosexuel,.

## Polémiques
En 2016 et 2017, il publie une série de tweets jugés racistes, antisémites, ou conspirationnistes. Il est finalement exclu de Twitter en juillet 2017.